# Köppl (Unternehmen)
Die Köppl GmbH ist ein deutscher Hersteller von Einachsschleppern und zugehörigen Anbaugeräten für die Land- und Forstwirtschaft, den Garten- und Landschaftsbau, sowie für den kommunalen Bereich. Das in vierter Generation von Karl Köppl jun. geleitete Familienunternehmen hat seinen Firmensitz seit 1896 in Entschenreuth, einem Ortsteil der niederbayerischen Gemeinde Saldenburg. Die ehemalige Schmiede und heutige Motorgerätefabrik hat sich zu einem Spezialhersteller für landwirtschaftliche Geräte entwickelt, der ab Ende der 1940er-Jahre zunächst Motormäher und Traktoren fertigte und vertrieb und der inzwischen als deutscher Marktführer bei Einachsschleppern und Anbaugeräten gilt.

## Geschichte

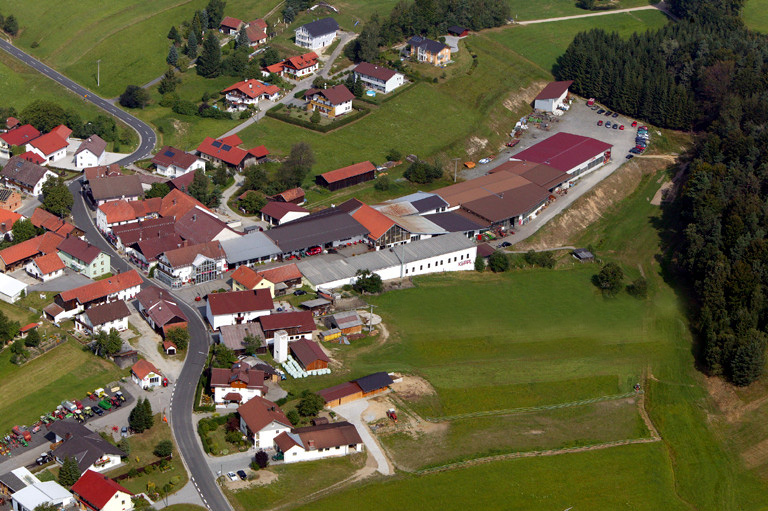
Das Firmengelände in Saldenburg-Entschenreuth (1996)

Im Jahr 1896 übernahm der Schmiedemeister Emil Köppl (1865–1934) durch Einheirat die Dorfschmiede in dem damals noch selbständigen Dorf Entschenreuth, das inzwischen einen Ortsteil von Saldenburg bildet. Der Betrieb befasste sich mit herkömmlichen Schmiedearbeiten für bäuerliche Betriebe in der Region und wurde von Emil Köppl im Jahr 1933 an seinen Sohn Karl Köppl sen. (1899–1959) übergeben, der den bisherigen Handwerksbetrieb weiterentwickelte und fortan neben der Schmiede noch Motoren, Fahrräder, Milchzentrifugen sowie Butterfässer fertigte sowie landwirtschaftliche Geräte verkaufte.
In der Nachkriegszeit wurde die Fertigung von Motorgeräten wieder aufgenommen, und ab 1948 wurden Motormäher und Traktoren aus eigener Produktion im Direktvertrieb verkauft. Nach dem frühen Tod von Karl Köppl sen. im Jahr 1959 wurde der Betrieb zunächst von seiner Witwe fortgeführt, der Sohn Karl Köppl jun. (* 1942) trat in das Unternehmen ein und übernahm nach Ablegung seiner Meisterprüfung die Betriebsleitung. Mutter und Sohn (der heutige Seniorchef) bauten den Geschäftsumfang weiter aus, so unter anderem im Landmaschinenhandel durch Übernahme von Werksvertretungen wie Linde-Güldner und den Import von Allradtraktoren.
Anfang der 1980er-Jahre wurden die bisherigen Erfahrungen mit Einachsschleppern und Traktoren in eine Fertigung umgesetzt, neben Traktoren und Spezialschleppern wurden dann zunehmend eigene Motorgeräte entwickelt und produziert. Das Unternehmen entwickelte sich zur Motorgerätefabrik und baute von 1980 bis 2010 die Fertigung eigener Motor- und Anbaugeräte weiter aus; damit einhergehend kam zum bis heute praktizierten Direktvertrieb der Handelsverkauf über Vertragshändler hinzu. Anlässlich des hundertjährigen Firmenjubiläums im Jahr 1996, bei dem Firmenchef Karl Köppl jun. für seine unternehmerischen Leistungen vom Landrat Alfons Urban mit der Landkreismedaille geehrt wurde, blickte das Unternehmen unter anderem auf den europaweiten Vertrieb von über 10.000 Motormähern aus eigener Fertigung zurück.
Als Spezialbetrieb für landwirtschaftliche Geräte verfügt das Unternehmen mittlerweile über zahlreiche Patente. Das Angebot umfasst gegenwärtig zehn Einachs-Motorgeräte-Serien und eine Aufsitztraktor-Serie. Neben den Grundgeräten fertigt Köppl auch etwa vierzig Anbaugeräte für spezialisierte Einsatzzwecke. Bei Anbaugeräten für Einachsschlepper ist Köppl der einzige Hersteller mit deutscher Fertigung und Programm für Einsätze zum Mähen, Heuen, Wenden und Schwaden, zur Bodenbearbeitung und Pflege, für den Winterdienst und für sonstige Spezialzwecke. Im Jahr 2009 wurden insgesamt etwa 4.000 Motorgeräte hergestellt und verkauft, teils auch ins europäische sowie ins weitere Ausland wie nach Indien, Mexiko und auf die Philippinen.
Das Unternehmen, das etwa 80 Arbeitnehmer beschäftigt (Stand: Februar 2011), investierte 2010/2011 rund 1,5 Millionen Euro in Gebäude und Technik zur Modernisierung und Rationalisierung der Fertigungsmethoden, wie unter anderem durch Anschaffung einer 5-Achs-Drehmaschine, eines Schweißroboters und einer Auswuchtmaschine.
Der Seniorchef Karl Köppl jun. wurde 2009 für seine 45-jährige Tätigkeit als Handwerksmeister, während der er über 100 Lehrlinge ausbildete, von der Handwerkskammer Niederbayern-Oberpfalz mit der Verleihung des Goldenen Meisterbriefs geehrt. Mit Karl Köppl jun. jun. (* 1969), dem heutigen Geschäftsführer, ist inzwischen die vierte Generation in dem Familienunternehmen tätig.

## Fertigung
Die Fertigung umfasst Rohgussbearbeitung, Zahnradfertigung, Härterei, Roboterschweißerei, Laserzuschnitt, Schneidwerkfertigung, Lackiererei und automatisierte Montage. Am Standort in Deutschland werden bis auf die Motoren und Reifen alle Produkte entwickelt, konstruiert, gefertigt und montiert.

## Auszeichnungen
Die Motorgerätefabrik Köppl, die nach Aussage der Jury der von der internationalen Fachmesse GaLaBau Nürnberg vergebenen GaLaBau-Innovationsmedaille zu den innovativsten Unternehmen bei Motormähern und Anbaugeräten gehört, wurde für ihre innovativen Produkte bereits mehrmals ausgezeichnet:
- 1992: GaLaBau-Innovationsmedaille für Motormäher mit schüttelfreiem KWO/KWA-Doppelmesserantrieb sowie KFD-Feinschnittbalken[12]
- 1993: Bayerischer Staatspreis des bayerischen Wirtschaftsministeriums, für den variablen oszillierenden Fahrantrieb[12]
- 1994: GaLaBau-Innovationsmedaille der internationalen Fachmesse GaLaBau in Nürnberg, für 2-Rad-Traktor 4K 514 LS mit Lastschaltwendegetriebe[12]
- 1998: GaLaBau-Innovationsmedaille für 2-Rad-Traktor Hydro-Athlet[12]
- 2002: GaLaBau-Innovationsmedaille für 2-Rad-Traktor Typ 514 LS mit Ökus-Kupplung[12]
- 2003: Bayerischer Staatspreis für einen ökonomisch ruhigen Balkenmäher mit gegenläufigen Obermessern[13]

- 2004: GaLaBau-Innovationsmedaille für 2-Rad-Traktor Hydro Luchs mit Aktiv-Turnaroundlenkung[12]
- 2006: GaLaBau-Innovationsmedaille für 2-Rad-Traktor Hydro Compakt mit Aktiv-Turnaroundlenkung[12]
- 2008: Agrarfuchs 2008 der internationalen Landwirtschaftsmesse Agraria 2008 im österreichischen Wels, für den Bordcomputer beim 2-Rad-Traktor Hydro Compakt Comfort
- 2008: öga Neuheiten-Auszeichnung der Schweizer Fachmesse öga in Oeschberg/Koppigen, für den 2-Rad-Traktor Hydro Compakt Comfort[14]
- 2010 GaLaBau-Innovationsmedaille für 2-Rad-Traktor Hydro Luchs LHR2 mit Easy-drive-System[15]